# あいはら雅一
あいはら 雅一（あいはら まさかず、1969年9月6日 - ）は、日本のお笑いタレントである。本名：會原 雅一（読みは同じ）。お笑いコンビメッセンジャーのツッコミ担当。相方は黒田有。
かつては漢字の本姓で活動していたが、のちにひらがなに改名。通称、「パラちゃん」、「パラ」。大阪府岸和田市出身。吉本興業所属。大阪NSC10期生。

## 略歴
幼少時に両親が離婚し、兵庫県芦屋市の父方の祖父母の家に預けられる。のちに父はアルコール依存症で荒れ狂う生活で亡くなっている。大阪府立泉鳥取高等学校卒業。水商売等をしていた頃、職場の調理人より、「今後、サービス業をするならばホテルで働いたほうがいい」と紹介してもらうが、目立つことがしたくてNSCに入学する。のちに同級生の友人も入学し、黒田と3人でトリオでする予定だったが黒田の才能に驚愕した同級生はお笑いをする自信がなくなり辞めてしまった。
うめだ花月芸人の仲間と結成した『パラ軍団』の団長として、よく皆で飲みに行っている。ABCテレビ『ごきげん!ブランニュ』のコーナー企画として抜擢される。彼の愛称である「パラちゃん」はこの軍団の名称からきている。
妻はあいはらの元追っかけで、電話番号を書いたファンレターを渡した事から交際が始まった。かつては美容室を経営していたが、店では夫の出演であってもラジオを聞かなかった。2008年7月に第1子、2011年8月13日に第2子(男児)が誕生した。
『ごきげん!ブランニュ』の企画で2009年6月30日に、Parachan(ぱらちゃん)名義でCDデビュー。同時に『サマーソニック09大阪』に出演する事も発表された。
2020年5月12日から間質性肺炎のため休養。入院治療を経て、6月3日より復帰。新型コロナウイルスのPCR検査は陰性だった。その後、同年12月7日放送の「情報ライブ ミヤネ屋」に出演した際に、肺炎の原因が1月から使用していた加湿器による「加湿器肺」であったこと、入院後に一時意識不明となり、集中治療室に入るなど、生命が危ぶまれる状態となっていたこと、回復後も加湿器にアレルギー反応を起こすようになり、後遺症があることを明かした。

## その他
- 以前は喫煙していたが、35歳で卒煙した。
- 汁かけご飯が苦手。
- 蓄膿症持ち。

## 芸風
- 下ネタや「（相方の）黒田は子供の頃イナゴを食べて生き延びた」「黒田の本当の親父は隣の家のおっさん」等の過激＆毒舌トークが得意で、自分のエロトークで興奮してくると鼻が詰まってくる（鼻声になる)。
- 芸人仲間・後輩からは人格者として評判が高い。ブラックマヨネーズ・小杉竜一は「いい印象しかない」、すっちーは「真っ先に相談する先輩」と語っている[7]。
  - 南海キャンディーズの山里亮太が、相方のしずちゃんの悪口を色々な芸人に言い回っていた時期があり、それがしずちゃん本人の耳にも入り、コンビ仲が険悪になっていた。それを察したあいはらは、しずちゃんを飲みに誘い、「山里はああいうひねくれた性格でアホなヤツやから、許してやってくれ」と山里をフォローしていた[8]。
    - 一方、心斎橋筋2丁目劇場に出演していた若手の頃は、年下の先輩である千原ジュニアをライバル視しており、本人に気付かれないようにジュニアの給与明細やネタ帳を盗み見していた[9]。
- 2丁拳銃の川谷修士が野々村友紀子と、交際・結婚をするきっかけを作ったのはあいはらである。あいはら、修士、野々村の3名で飲みに行った際、当時女性人気絶頂だったにも関わらず女性の噂が一切なかった修士に対してあいはらが、「お前、好きな子おらんのか？」と聞き、修士が酔った勢いで「野々村さんのことが好きです！」と告白。その場では交際には至らなかったものの、後日舞台のエンディングであいはらが、「お前、野々村のことが好きなんやろ？」と暴露し、引くに引けなくなった修士が正式に交際を申し込むことになった。後にあいはらは、「客のいる前で暴露してしまったのは申し訳なかったが、修士はビックリするほどシャイなので、あれくらいしないと付き合ってなかったと思う」と語っている[10]。
- プロレスが大好きで新吉本プロレスにも参戦している。「メッセ弾」ではキャバクラ嬢にプロレス技をかけたことがある。
- ハロプロ好きで、主に松浦亜弥を推している。実際に『ごきげん!ブランニュ』では松浦と共演した。
- 自身の出身地である岸和田への愛着が深く、特に岸和田だんじり祭は仕事のスケジュールを調整してでも参加するほど。
  - 相方の黒田は、「お腹が痛いと言って仕事を休んだはずのあいはらが、テレビを付けたらだんじりを引いてた」「勝手に仕事を仮病使って休んで岸和田に行ってた」と漫才のネタにしている。
- 相方の黒田に「ツッコミなのに天然」と言われるほどの天然ボケである。漫才では、本来の役であるツッコミだけではなく、自ら話題を作りボケを行うことも多くなった。
  - 彼らが司会のネタ見せ番組のスタジオに「出演者とそのネタ見せ時間」の一覧が書かれたボードがあった。その中にあいはらが知らない名前があり、しかも時間は5分間と長めで、2回その機会があった（他の芸人は3分程度のを1回）。そして、黒田に「何で2回もチャンスが与えられているのに、挨拶にも来えへんねん！」と不快感を露にして、「ホンマ、何やねん、あの『テープチェンジ』ってコンビは!!」と怒っていた。
- シャンプーハットの恋さんに、「パラさんは、東京の芸人が大阪の番組に出演すると、『東京から俺の仕事を奪いに来たんじゃないか？』と不機嫌になる」とネタにされた。そんな東京の芸人の事を「黒船」と呼んでいる。その噂を聞きつけて、東貴博など番組が始まる前にあいはらに挨拶に来る芸人もいる。
  - 本人曰く、「ブラマヨのように、大阪で頑張って東京でも売れた芸人は何の問題もないが、関西人なのに最初から東京に行って東京で売れた芸人が関西の番組にも進出してくるのは受け入れられない」とのこと[11]。
- あいはらは、NSC大阪校の1年先輩「矢野・兵動」の矢野勝也を嫌っている節がある。相方の黒田に「髪型が似ている」など言われると「何言われてもええけど、それだけはやめてくれ。」と激昂している。矢野はそんなあいはらを可愛がっている。

## 単独出演の番組

### テレビ
現在の出演番組
- かんさい情報ネットten.（読売テレビ）- 木曜コメンテーター
- お笑いワイドショー マルコポロリ!（関西テレビ）- レギュラー

過去の出演番組
- なるトモ!（読売テレビ）- 火曜レギュラー
- ワイドABCDE〜す（朝日放送）
- ワイドABCDE〜す みよ缶（朝日放送）
- わいど!ABC（朝日放送、2004年4月 - 9月）- 火曜レギュラー
- っちゅ〜ねん!（毎日放送、2005年4月 - 2006年3月）- 水曜日レギュラー
- ちちんぷいぷい（毎日放送）- 水曜日として出演
- たかじん胸いっぱい（関西テレビ）- 準レギュラー
- 上方芸能三国志（ヨシモトファンダンゴTV）
- ナルハヤ!（毎日放送）
- 今ちゃんの「実は…」（ABCテレビ）- 不定期出演
- ギョクセキっ!（関西テレビ）- 紹介人として不定期出演
- ごきげん!ブランニュ（ABCテレビ、2010年 - 2016年）- 2010年からあいはらのみ出演
- 雨上がりの「Aさんの話」〜事情通に聞きました!〜（朝日放送）- プレゼンターとして不定期出演
- プリ♥プリ（毎日放送、2012年10月 - 2013年3月）- 火曜レギュラー

### ラジオ
現在
- 夕方もポチっとMラジ「メッセンジャーあいはらのYouはこれから!」（MBSラジオ）
- メッセンジャーあいはらのパララジオ（YouTube）

過去
- 上泉雄一のええなぁ!（MBSラジオ）- 水曜パートナー → 金曜週替わりパートナー
- スマラジw「メッセンジャーあいはらの夜はこれから!」（MBSラジオ、2016年度のナイターオフ番組）[12]
- MBSヨル隊「メッセンジャーあいはらの夜はこれから!」（2017年度 - 2020年度のナイターオフ番組）
- 松井愛のすこ〜し愛して♥（MBSラジオ）- 木曜パートナー

### 映画
- 難波金融伝・ミナミの帝王 Ver.58 「銀次郎vs夜逃げ屋」
- 日常（2006年）
- 日常〜恋の声〜（2007年）

### CD
- この場所で… / 汗臭いおれたちの街 (2009年6月30日)

## パラ軍団
多くがあいはらと同じ「よしもとクリエイティブ・エージェンシー」所属。最近は新生パラ軍団を結成している。

### メンバー
- あいはら（リーダー）
- 藤井輝雄（しましまんず）
- 向清太朗（天津）
- 安田善紀（元りあるキッズ）
- 長田融季（元りあるキッズ）
- しあつ野郎

下記の3人は「パラ娘。」としても活躍していたが解散。今後の活動は不明。
- 岡友美（青空）
- 宇都宮まき
- ぢゃいこ

### 元メンバー
- 清水キョウイチ郎（故人・吉本新喜劇、元ぴのっきお）
- 今別府直之
- 中立豊
- タンク（シンクタンク）